# Яблон
Ябло́н (также Яблонь) — река в России, протекающая по Анадырскому району Чукотского автономного округа, правый приток Анадыря. Длина реки — 242 км, площадь водосборного бассейна — 9280 км².
Исток реки находится на северо-восточных склонах горы Снежной в восточной части Олойского хребта (Колымское нагорье), почти на границе с Билибинским районом Чукотки, на высоте более 900 м над уровнем моря. В верховьях течёт по горной тундре на северо-восток. Оставив к западу озёра Малый и Большой Нутенеут, круто поворачивает на юго-восток. Долина реки заметно расширяется, ширина русла доходит до 80-83 м. Поселения на берегах отсутствуют. Для реки характерны многочисленные наледи, протоки, шиверы и осерёдки. Впадает в Анадырь по правому берегу на отметке 154 м над уровнем моря в 759 км от его устья, ниже впадения реки Большой Пеледон. Ширина в низовьях — 100 м при глубине 1,5 м; скорость течения перед устьем составляет 2,8 м/с. 

## Основные притоки
Указаны поименованные притоки длиной 30 км и более.
| Название         | Расстояние от устья | Длина | Положение |
| ---------------- | ------------------- | ----- | --------- |
| Орлова           | 30                  | 38    | левый     |
| Оконайто         | 38                  | 96    | правый    |
| Голая            | 70                  | 88    | правый    |
| Мунук            | 75                  | 34    | левый     |
| Саламиха         | 92                  | 54    | левый     |
| Большая Накипная | 111                 | 32    | правый    |
| Белая            | 132                 | 41    | левый     |
| Крестовая        | 154                 | 78    | левый     |

## Данные водного реестра
По данным государственного водного реестра России и геоинформационной системы водохозяйственного районирования территории РФ, подготовленной Федеральным агентством водных ресурсов:
- Бассейновый округ — Анадыро-Колымский
- Речной бассейн — Анадырь
- Речной подбассейн — нет
- Водохозяйственный участок — Анадырь от истока до впадения реки Майн
- Код водного объекта — 19050000112119000105774